# 永田一脩
永田一脩（ながた いっしゅう、1903年11月11日 - 1988年4月9日）は、日本戦前期の、前衛美術系およびプロレタリア美術系の画家、写真家、グラフィックデザイナー。演劇にも携わる。本名永田一脩（ながた かずなが）。

## 経歴
福岡県門司市生まれ。1927年東京美術学校洋画科卒。労働美術家連盟、前衛芸術家同盟、ナップに参加。1929年国際文化研究所に入り、『国際文化』を編集。1930年ナップの一斉検挙にあい、保釈後フリーで活動する。1941年東京日日新聞社入社、毎日新聞となり1958年まで勤務。
写真に関しては、1930年代に、写真評論などを『フォトタイムス』誌に執筆し、実作品も制作した。写真作品としては、フォトモンタージュを利用したシュルレアリスム的な作品が多い。瀧口修造が主催した「前衛写真協会」（1938年－？。1939年には、｢写真造型研究会｣に改称）の創立からの重要なメンバーの1人であった（他のメンバーは、阿部芳文、今井滋、田中雅夫など）。
戦後は、一転して、むしろ、山岳写真などを制作した。

## 主な作品
- 「静物」（1925年）（板橋区立美術館）
- 「窓辺」を持つ蔵原」（1925年）（板橋区立美術館）
- 「「プラウダ」を持つ蔵原惟人」（1928年）（個人蔵）

## 主な作品（写真）
- 題名不詳、1930年代
  - 温泉に入っている男2人の写真で、一見、実物とともに、温泉のお湯に逆さまに映った2人の姿が撮影されているように見える。しかし、よく見ると、温泉のお湯に映っている姿が実物とは異なり（例えば、頭に載せた手ぬぐい）、フォトモンタージュであることが判明する。（下記文献「日本写真家事典」に掲載されている）

## 著書
- 『プロレタリア絵画論』天人社 新芸術論システム 1930
- 『空中写真測量』理研科学映画著作 写真編輯 科学主義工業社 1942
- 『魚拓』芸美出版 1960
- 『山釣り海釣り』山と渓谷社 山渓フォトシリーズ 1960
- 『伊豆の旅 伊豆半島・伊豆七島』秋元書房 トラベル・シリーズ 1961
- 『大物釣り』文芸春秋新社 1961　『大もの釣り』つり人社 1995
- 『南紀の旅』秋元書房 トラベル・シリーズ 1963
- 『入門山釣り海釣り』山と渓谷社 山渓文庫　1963
- 『釣りの世界』ひかりのくに昭和出版 1964
- 『日本の釣り』大泉書店 1965
  - 『新編・日本の釣り 写真集』津留崎健編 つり人社 つり人ノベルズ 1998
- 『海釣り』保育社 カラーブックス 1966
- 『箱根・富士五湖・富士山 昭和44年度版』秋元書房 トラベル・シリーズ 1969
- 『魚つりのすべて』ポプラ社 ポプラ・ブックス 1971
- 『ドオミエ/クールベ/ゴッホ リアリズムのあけぼの』新日本出版社 1976
- 『釣通ものしり読本』新人物往来社 1979
- 『江戸時代からの釣り』新日本出版社 1987

### 翻訳
- ニューホール『写真の歴史 1839年から現在まで』佐倉潤吾共訳 白揚社 1956
- ハンス・ハス『海底旅行 七つの海の記録』岡田朝雄共訳 秋元書房 トラベル・シリーズ 1961

## 主要文献
- 「追悼永田一脩」／鳥海書房／1989年
- 「日本のシュールレアリスム」展カタログ／名古屋市美術館／1990年
- 「日本近代写真の成立と展開」展カタログ／東京都写真美術館／1995年
- 日本写真家事典（東京都写真美術館・執筆・監修、淡交社、2000年）232ページ
- 日本の写真家 近代写真史を彩った人と伝記・作品集目録（東京都写真美術館・監修、編集・発行・日外アソシエーツ、2005年）296-298ページ

## 注
1. ↑  『人物物故大年表』
2. ↑  『現代日本人名録』1987年